# Zemira
Zemira is een geslacht van weekdieren uit de klasse van de Gastropoda (slakken).

## Soorten
- Zemira australis (G. B. Sowerby I, 1833)
- Zemira bodalla Garrard, 1966